# Anatoma micalii
Anatoma micalii is een slakkensoort uit de familie van de Anatomidae. De wetenschappelijke naam van de soort is voor het eerst geldig gepubliceerd in 2012 door Geiger.